# 上海市松江二中
上海市松江二中 (英語：Shanghai Songjiang NO.2 Senior High School)，是一所位于上海市松江区的市实验性示范性高中。原松江府署谯楼“云间第一楼”为现学校正门。

## 历史沿革

### 清朝
松江二中前身为乾隆年间的“云间书院”。
1904年全国推行新学，“云间书院”更名为“松江府中学堂”。

### 中华民国
辛亥革命后易名“江苏省立第三中学”。
1927年改组为“江苏省立松江中学”和“江苏省立松江女子中学”。

### 中华人民共和国
1959年更名“上海市松江县第二中学”；1998年简名挂牌为“松江二中”。
2000年更名为“上海市松江区第二中学”；2001年组合成立“上海市松江二中教育集团”。

## 校训
“求真、求实、自立、自强”